# Phrynidae
Phrynidae es una familia de Arachnida del orden Amblypygi. Las especies de Phrynidae habitan en regiones tropicales y subtropicales del norte y sur de América. Algunas especies son subterráneas; todas son nocturnas. Algunas especies de Phrynidae poseen territorios que defienden frente a otros individuos.

## Taxonomía

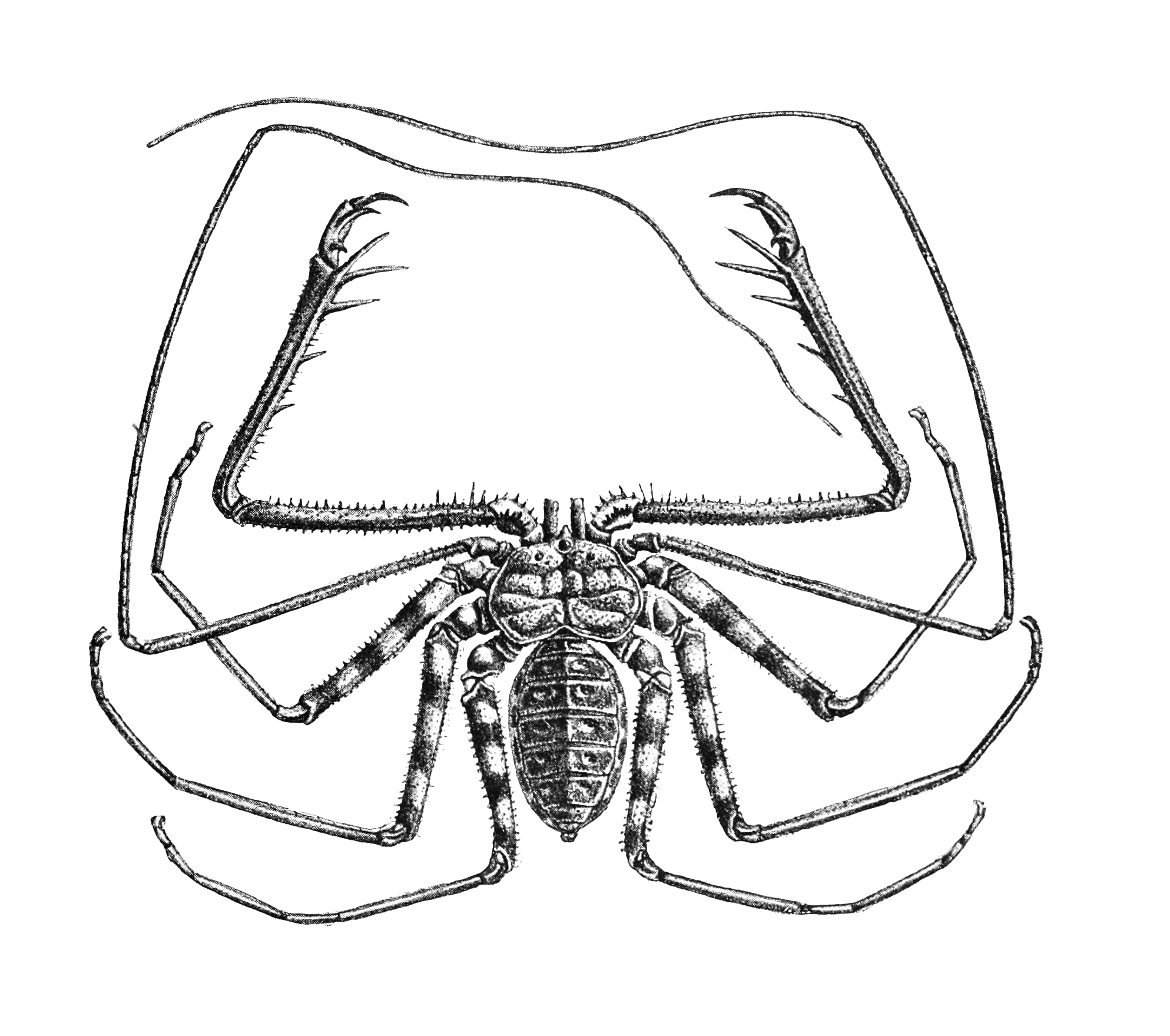
Damon johnstonii de África Occidental

Los siguientes géneros han sido reconocidos:
Phrynidae Blanchard, 1852
- Acanthophrynus Kraepelin, 1899 (1 especie)
- †Britopygus Dunlop & Martill, 2002 (1 especie; Cretácico)
- †Electrophrynus Petrunkevich, 1971 (1 especie; Mioceno)
- Heterophrynus Pocock, 1894 (14 especies)
- Paraphrynus Moreno, 1940 (18 especies)
- Phrynus Lamarck, 1801 (28 especies, Oligoceno - Presente)